# Clubiona godfreyi
Clubiona godfreyi là một loài nhện trong họ Clubionidae.
Loài này thuộc chi Clubiona. Clubiona godfreyi được Roger de Lessert miêu tả năm 1921.